# サンダンスの儀式
サンダンスの儀式（英: Sun Dance）は、アメリカ、カナダの平原インディアンの部族が行う自然復活と和平祈願の最大の儀式。「祭」や「成人の儀式」ではない。

## 概要
アメリカインディアンは、大自然のすべてのもの事は「大いなる神秘」（宇宙の真理）のもとにあると考える。日常のすべてがこの「大いなる神秘」との対話であり、「聖なるパイプ」と煙草は、そのための大切な道具である。インディアンはパイプで煙草を吹かすことで「大いなる神秘」と会話するのである。「サンダンス」は、こうした「大いなる神秘」との会話と捧げものの儀式のうちの、最大のものである。
大自然は夏にピークを迎え、やがて厳しい冬を迎える。狩猟採集を生業としてきた平原のインディアンたちは、気候と連動した獲物の増減によってもたらされる飢餓の経験から、「大自然の力は衰えゆくものである」と考え、「サンダンス」で大精霊に祈り、自然の力が再び勢いを取り戻すように願う。

## 「オーキーパ」の儀式

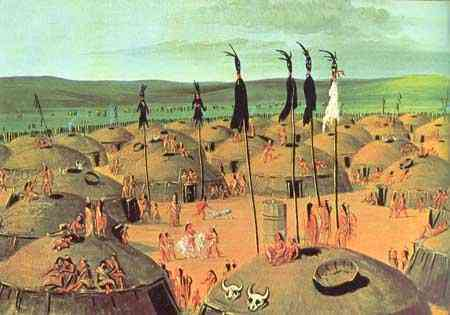
防御柵で囲まれたかつてのマンダン族の村。中央の広場に儀式用の柱がある（ジョージ・カトリン、1833年）

「サンダンスの儀式」のなかで、特に「ピアッシングの苦行」を体系立てて洗練させたのはミズーリ川上流の平原部族マンダン族と言われる。マンダン族の神話も、インディアンの神話全般に見られる「かつて世界は水の中に没していた」というモチーフを持っており、また彼らはミズーリの恩恵を受けていたから、彼らのサンダンスでは太陽の精霊だけでなく、水の精霊をなだめることに主眼が置かれた。
スー族のサンダンスを説明する前に、「ピアッシングの儀式」を行う部族の元祖といわれるマンダン族のサンダンス「オーキーパ」の、1830年代の記録を紹介しておく。「オーキーパ」も、他のインディアンの儀式同様合衆国によって長年弾圧禁止されたが、近年復活している。
マンダン族のサンダンスである「オーキーパの儀式」も、4日にわたって開催される。彼らの伝統的な家屋は「アース・ロッジ」と呼ばれる土饅頭型で、村の中央に広場があった。「オーキーパ」ではこの広場の中央に立てられた高さ2mほどの太い柱が象徴で飾られ、呪い師たちがその横に一列に座り、一人のガラガラに合わせて太鼓を叩いて儀式の歌を歌い、音頭をとる。
「オーキーパ」の踊り手の男たちは腰布と頭の羽根飾りだけの姿となり、全員が身体にペイントをする。「蛇」に扮した踊り手たちは蛇の斑点模様で全身を覆い、「ビーバー」に扮する者はビーバーの毛皮を被り、「夜」に扮したものは全身を黒く塗り、星々を描く。「昼」に扮した者たちは全身を褐色に塗り、白い縦の格子を描く。
儀式の一つは「バッファローの踊り」で、彼らの命の糧であったバッファローの毛皮を被った戦士たちが、身体を赤と黒の縞に塗り分け、鈴のついた楽器と槍を持って、二人一組になって踊る。その周りを子供たちが囲んで走る。

## 「サンダンス」の内容
現在、「サンダンス」を行う最大の部族は大平原部族のスー族である。伝統派スー族の呪い師、ピート・キャッチーズはこのサンダンスを「すべての儀式の祖父である」とし、レイムディアーは「ハンブレチア（ビジョン・クエスト）はたった一人でワカンタンカ（大いなる神秘）と向かい合うが、ウィンワンヤンク・ワチピ（サンダンス）はあらゆる人々がワカンタンカと繋がる部族全体のハンブレチアだ」と説明している。現在、全米に広まっているサンダンスは、スー族の儀式を基本にしたものが多い。ここでは、スー族のサンダンスを基本にこれを説明する。スー族の言葉でサンダンスは「ウィワンヤンク・ワチピ」といい、これは「太陽を見つめる踊り」という意味である。
サンダンスは初夏から夏至の頃に行われる。その理由として、20世紀の呪い師、ヘンリー・クロウドッグは「チョークチェリーが実り、大地が緑を増し、若い男女が愛に向かう、2本足も4本足も総てが喜びに満ちる時だからだ」と説明している。儀式は4日にわたって行われる。「4」という数字は、インディアンが最も神聖視する大自然の真理を表す数字である。
サンダンスのすべては象徴に満ちており、サンダンスは、インディアンの宇宙観である「円」を象徴した会場で行われる。　見学者のためには松の葉などを屋根にした開放型の小屋が用意される。

### サンダンスの柱
サンダンスは円形の広場の中央に、天辺が二股になったハコヤナギの若木の柱（「チャン・ワカン（神秘なる木）」を建てるところから始まる。儀式全体を取り仕切る「クワ・キヤーピ（世話役）」によって選ばれた、4人の若者「イタン・チャン」が斥候となり、「チャン・ワカン」を探し出し、部族に報告する。翌日、男も女も羽飾りやビーズ衣装で盛装し、馬に乗って「チャン・ワカン」を捕えに向かう（この木は戦における捕虜として扱われる）。木を切るのは4人の処女（偽りは許されない）が行い、絶対に地面に触れないよう広場まで運ばれる。
柱を立てる穴にはバッファローの脂が供物として入れられ、「柱を立てる歌」を全員で歌う。柱にはバッファローの皮で作った、バッファローと人間の小さな人形（男根を強調する）を豊穣の象徴として吊るし、煙草の入った袋の束を結びつける。柱の二股は、「ワキンヤン（サンダーバード）」の巣の象徴である。

### サンダンサー
サンダンスの踊り手（サンダンサー）は、「スウェット・ロッジ」で体を清め、上半身裸の赤い腰布一枚の姿となる。顔を呪い師にペイントしてもらい、首に煙草の葉等が入った呪いの包みを下げ、頭と手首にセージの輪をはめる。鷲の骨の笛を歯に挟み、踊りの間中、これを吹き鳴らす。この音に誘われて、実際に上空で鷲が集まれば吉兆である。鷲は天上の「大いなる神秘」の「目」を務めているとされるからである。
サンダンサーは、この柱の周りで4日間、日の出から日没までじっと太陽を見詰めながら裏声で儀式の歌を歌い、「太陽の踊り」を踊り続ける。彼らは4日間絶食し、水を飲むことも出来ない。踊り手が失神した場合でも、セージに浸した水が唇に垂らされるだけである。周りでは呪い師たちが声を限りに儀式の歌を歌い、太鼓を打ち鳴らす。

## ピアッシングの苦行
「サン・ダンス」における「ピアッシングの苦行」の始祖はマンダン族の「オーキーパの儀式」と言われ、サンダンスがシャイアン族、アラパホー族やスー族他平原の部族に広がる中、最も苛烈な「ピアッシングの苦行」が、スー族によって発展させられた。
これは儀式の4日目の千秋楽に行われるもので、自らの肉体の痛みを捧げものとして「大いなる神秘」に祈りを捧げるという苦行である。「ピアッシング」は「穴を開ける」というような意味だが、儀式の形態としては、身体改造の「ボディー・サスペンション」（de:Body-Suspension）により近い。人間にとって一番大切なものは自分の体であり、これは大いなる神秘の所有物ではない。したがって、サンダンサーはかけがえのない自分の肉体を捧げるのである。

### 「オーキーパ」のピアッシングの苦行

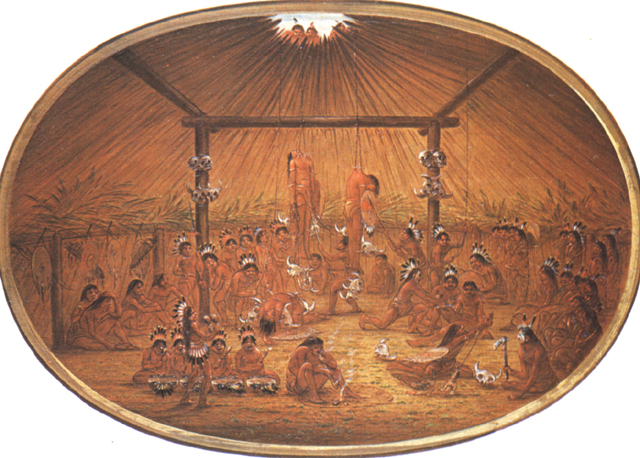
マンダン族の「オーキーパ」の儀式の「ピアッシングの苦行」（ジョージ・カトリン画、1835年）

マンダン族の「オーキーパ」では平原部族と違って屋内で「ピアッシング」が行われた。「聖なるロッジ」の中で、数人の呪い師が太鼓を叩いて歌を歌い、聖なるパイプでの祈祷が行われる中、サンダンサーは背中か胸の肉に鷲の爪を刺し通し、バッファローの生皮で天上から吊るされる。首尾よく肉が切れて下に落ちれば苦行は成就する。彼らの痛みは精霊への最大の贈り物となるからである。サンダンサーの脚には頭蓋骨の重しが着けられ、気を失った者は呪い師が槍でつついて意識を取り戻させる。
下に落ちたサンダンサーは、表の広場に出て、儀式の柱の周りを時計回りに走って回る。バッファローの頭蓋骨を背中に繋ぎ、肉が断ち切れるまでこれを引っ張る者もいる。気を失った者は、赤黒に身体を縦に塗り分けた介添人が両脇を支えて走るのを助けてやる。
この「オーキーパの儀式」は、白人の画家たちによって東部の白人社会に紹介されたが、白人たちは「衝撃的」なこのような儀式の描写を「気味の悪い幻想である」として批判した。そしてこれらの儀式は「若い戦士たちが将来の指導者になるための通過儀礼である」と誤って解釈された。

### スー族のピアッシングの苦行
19世紀のピアッシングは、代表格の一人がこの苦行を行うものだったが、ストレスの多い現代では、大勢のサンダンサーがこれを行う。ピアッシングを行う踊り手は、儀式の前に聖なるパイプを頭上に捧げ、「ピアッシングの誓い」を立てる。これを誓ったものは、4年間、必ずピアッシングの儀式を行わなくてはならない。まず、踊り手は呪い師らに手伝ってもらって、胸の肉（女性は手首の肉）をつまんで引っ張ってもらい、鷲の爪や串をこれに突き刺して通し、バッファローの生皮で柱と繋ぐ。そして体重を後ろにかけ、再び日の出から日没まで、やはり飲まず食わずで太陽の踊りを踊るのである。
この苦行は流血を伴い、踊り手の体力を極限まで奪う、非常に苛烈なものである。傷口には蠅がたかり、意識は朦朧となって、最後には肉が断ち切れたところで儀式は最高潮を迎え、一斉に女たちがビブラートでこれを讃える中、踊りは終わる。首尾よく肉が切れた場合は良いが、いつまでも切れなければ、友人たちが身体を引っ張るか、呪い師やクワ・キヤーピがナイフで肉を切って解放する。柱に繋ぐよりももっと痛みを伴うものは、バッファローの頭蓋骨を生皮で身体に繋いで走るピアッシングである。この場合、友人たちが頭蓋骨が割れるよう手伝ってやる。
この苦行は白人たちに「若い戦士が勇気を誇示する通過儀礼である」と解釈され、これに基づく文献も多いが、これは誤りである。彼らはかけがえのないものとして自分の肉体と痛みを大精霊に捧げ、部族の安寧と発展をただ祈るのである。スー族の戦士チェイスト・バイ・ベアーズはこの苦行についてこう語っている。「身体は自分のものだから、誰かに自分の身体や肉を与えることは、自分の本当に唯一のものを与えるということだ」。またレイムディアーは、「キリスト教では2千年前にイエスが自分の身体を神に捧げたというが、我々インディアンは人々を救うために、自分たちを直接捧げるのだ」とこれを説明している。
カナダではアメリカ国境そばの平原オジブワ族、クリー族、ブラックフット族がサンダンスを行う。シャイアン族やカイオワ族など、太陽の踊りを行う他の平原部族も、ピアッシングの苦行は行わない。マンダン族のオーキーパが弾圧され途絶えた今、インディアン部族では、ここまでの苦行はスー族独特のものとなっている。

## サンダンスに対する弾圧と復活

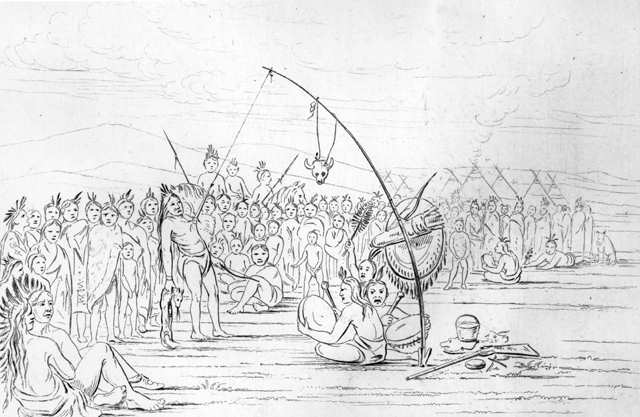
1830年代に描かれたスー族のピアッシングの苦行。中央の柱が「チャン・ワカン」。現在のピアッシングもこれと変わらない。（ジョージ・カトリン画）

アメリカ合衆国では1881年に、インディアンの宗教が非合法化された（これはアメリカの憲法に違反している）。さらに1883年には、合衆国政府とカトリック教会が「サンダンスは野蛮な行いで、インディアンの開化を妨げる」としてこの儀式を禁止した。カナダではサンダンスは1895年に禁止された。以降、儀式の話をしただけで、彼らは白人に逮捕された。インディアンたちはこっそりと隠れるようにして彼らの儀式を行わなくてはならなかった。
1904年、合衆国はサンダンスを正式に非合法化した。白人たちはすべてのインディアンのダンスや行事を非キリスト教的な野蛮な習慣であるととらえていた。1923年、BIA長官のチャールズ・バークは、「すべてのインディアンのダンスは、1カ月に1回、1日だけしか行ってはならない」と制限した。さらに50歳未満のインディアンのダンスへの参加、また収穫期にこれを行うことも禁じた。
合衆国では「アメリカインディアン国民会議」などの粘り強い交渉で、ようやく1940年代になってフランクリン・ルーズベルトが「自虐行為以外」の宗教儀式を合法化したが、「ピアッシングの儀式」などの苦行はなお弾圧禁止された。マリー・クロウドッグ（レオナルド・クロウドッグの妻）は、「サンダンスの自己犠牲の祈りはキリスト教の十字架に匹敵するほどの力を持つため、カトリック教会の執拗なサンダンスの弾圧の背景には、これに対する畏れや敵視があったのではないか」と語っている。カナダで解禁されたのは1951年のことだった。
1968年にオジブワ族の若者たちによって結成された権利運動団体「アメリカインディアン運動」（AIM）は、「我々のインディアンを取り戻す」ことを目標に、激しい抗議行動を行い、白人による理不尽な規制や差別を実力行使によって破っていった。
かれらは強い民族回帰を前面に打ち出し、同化政策で奪われたインディアンの宗教儀式の復活を目標に掲げ、スー族の呪い師（メディスンマン）に協力を求めた。当時、スー族にはレイムディアーやマシュー・キング、ヘンリー・クロウドッグ、ウォレス・ブラックエルク、ビル・イーグルフェザー、ピート・キャッチーズ、ヘンリーの息子のレオナルドなど、スー族の伝統を固持し続けた伝統派が多数いた。彼らはAIMの若者たちに「スウェット・ロッジ」、「サンダンスの儀式」を教えた。やがて全米に広がった「レッド・パワー運動」は、各地のインディアンたちに信仰を復活させ、スー族の「サンダンスの儀式」は全米規模の儀式となった。
全米でサンダンスが禁止されたなか、スー族では絶え間なく白人の目を盗んでこの儀式が続けられていた。しかし1950年代にサンダンスが解禁されたものの、それは部族会議（連邦政府の傀儡である）や「プラスチック・メディスンマン」（まがい物の呪い師）らによって、遊園地の出しものと抱き合わせにした有料の観光行事にされた。スー族ではこのような偽物のサンダンスが、パインリッジ保留地で行われていた。
1971年、これに対し、上に挙げたスー族の伝統派が、「本来の伝統的なサンダンスを取り戻そう」と、1890年にスー族同胞が大虐殺されたウーンデッド・ニーで伝統的なサンダンスを開催した。しかしこれを知った部族警察（連邦政府の傀儡である）が、見世物のサンダンスの邪魔になるとしてこれを妨害してきた。このサンダンスにはAIMの他、アルカトラズ島占拠事件で知られるジョン・トルーデルら血気盛んな「全部族インディアン」メンバーもいて、一触即発の事態となったが、部族警察は会場を占拠して続行不能となってしまった。
そこで彼らは合議の結果、そこから130㎞離れたローズバッド保留地にあるクロウドッグ親子の住む「クロウドッグ・パラダイス」でサンダンスの続きを行うことになった。しかしそこまで「サンダンスの柱」を運ぶにはトラックを使わねばならず、上記したような伝統的な作法にこだわるヘンリー・クロウドッグは難色を示した。結局、長老イーグルフェザーがワカンタンカに許しを乞うことでトラックが使われることになり、無事柱はローズバッドに運ばれた。
金目当てではない、派手な設備も何もない、伝統に則ったサンダンスがこうして復活した。柱の上空に鷲の群れが現れ、レオナルド・クロウドッグは「バッファローの頭蓋骨を身体にピアッシングで繋いで引っ張る」という苦行を自ら行い、この手法での苦行をおよそ100年ぶりに復活させた。以降、スー族の伝統派のサンダンスは「クロウドッグ・パラダイス」で毎年行われている。
この1971年からの「クロウドッグ・パラダイス」でのサンダンスでは、「背中にバッファローの頭蓋骨を12個繋いで走って肉を引きちぎる」、「胸に二か所ピアッシングをして、柱から吊るされる」など、1世紀前の激しいピアッシングが復活した。4日間連続でこれらを行う者もいる。10歳前後の児童もこのピアッシングに参加する。

## サンダンスの現在
スー族の伝統派呪い師レオナルド・クロウドッグの家がある「クロウドッグ・パラダイス」は、毎年の伝統派サンダンスの儀式会場になっている。インディアンの儀式は男女が等しく参加できるものであるが、サンダンスは例外だった。クロウドッグは、インディアン女性の権利団体「すべての赤い国の女たち」が女だけのサンダンスを開催したときに、生理中の女性までこれに参加したのを見て、「生理中の女性はとても強い力を持っており、儀式の力を無効化するから行うべきでない」と批判した。その後、レズビアン団体が「クロウドッグ・パラダイス」のサンダンスに参加を申し入れてきたときには仰天したと語っている。
1977年に80人ほど参加した「クロウドッグ・パラダイス」のサンダンサーは、現在では200人ほどに増加している。レッド・パワー運動やAIMによって、サンダンスの儀式は全米に広まった。またスー族の「ピアッシングの苦行」には、女性やスー族以外のインディアンや民族の男女が参加している。また、近年スー族との交流を深めているナバホ族は、儀式にピアッシングを採り入れている。
一方、ニューエイジなどの接近により、まがい物のサンダンスで、事故も相次いでいる。1997年3月8日、白いバッファローの子牛の女の「聖なるパイプ」の保存者であるスー族の伝統派アーボル・ルッキングホースは、インディアン以外の人々がスー族のウィワンヤンク・ワチピ（サンダンス）に参加しないよう声明を出した。9日にはアラパホー族、シャイアン族、クリー族、スー族の宗教者代表団も同じ声明を行っている。